# Emoia coggeri
Emoia coggeri är en ödleart som beskrevs av Brown 1991. Emoia coggeri ingår i släktet Emoia och familjen skinkar.
Artens utbredningsområde är Papua Nya Guinea. Inga underarter finns listade i Catalogue of Life.